# Dinan Agglomération
Dinan Agglomération est une communauté d'agglomération française, créée au 1er janvier 2017 et située dans le département des Côtes-d'Armor, en région Bretagne.
En 2022, avec 104 442 habitants, elle est la 3e intercommunalité la plus peuplée des Côtes-d'Armor et la 10e de Bretagne.

## Historique
La communauté d'agglomération est créée au 1er janvier 2017 par arrêté préfectoral du 25 novembre 2016. Elle est formée par fusion des trois dernières intercommunalités qui composaient encore le Pays de Dinan :
- l'ancienne communauté de communes du Pays de Caulnes,
- l'ancienne communauté de communes Plancoët-Plélan (déjà issue d'une précédente fusion) et
- l'ancienne Dinan communauté (déjà issue de plusieurs fusions successives),

étendue à des communes provenant d'autres communautés de communes qui ont été dissoutes et réparties sur plusieurs autres pays en adhérant à d'autres intercommunalités :
- trois communes issues de l'ancienne communauté de communes du Pays de Du Guesclin (Broons, Mégrit et Yvignac-la-Tour),
- sept communes issues de l'ancienne communauté de communes du Pays de Matignon (Matignon, Fréhel, Pléboulle, Plévenon, Ruca, Saint-Cast-le-Guildo et Saint-Pôtan) et
- trois communes issues de l'ancienne communauté de communes Rance - Frémur (Langrolay-sur-Rance, Pleslin-Trigavou et Plouër-sur-Rance).

L'ancienne communauté de communes Arguenon - Hunaudaye (qui faisait initialement partie du Pays de Dinan) a quant à elle rejoint le Pays de Saint-Brieuc en fusionnant (avec les autres communes des anciennes communautés de communes des Pays de Du Gueslin et de Matignon) dans la nouvelle communauté de communes Lamballe Terre et Mer, et non Dinan Agglomération. Les autres communes de l'ancienne communauté de communes Rance - Frémur ont adhéré à la communauté de communes Côte d'Émeraude et sont entrées dans le périmètre du Pays de Saint-Malo.
Le SCoT du Pays de Dinan a été finalisé et approuvé en juillet 2013 (et dont le périmètre définissait déjà toutes ces communes), mais il s'applique désormais à la seule communauté agglomération, qui a dès lors entrepris de le réviser en 2018 pour former un PLUI (qui devrait être finalisé en 2019 ou 2020) pour tenir compte de l'évolution territoriale des EPCI du 1er janvier 2017. En attendant, les engagements du SCoT sont maintenus entre toutes les anciennes communes membres de l'ancien pays jusqu'à la dissolution finale de l'ancien syndicat mixte qui le gérait (et qui a déjà cessé ses activités depuis mi-2016).
À la suite des élections municipales de 2020 dans les Côtes-d'Armor et à l'échec du candidat de Beaussais-sur-Mer à devenir président de la communauté de communes Côte d'Émeraude, le conseil municipal de Beaussais-sur-Mer du  29 septembre 2020, regrettant que, selon lui, « Beaussais soit un financeur de la CCCE sans en retirer les fruits » et le « manque de projets » de la CCCE, a exprimé son souhait de quitter la Côte d'Emeraude pour rejoindre Dinan Agglomération,. Cette intégration est effective au 1er janvier 2023.
Le 1er janvier 2025, les communes de Pléven et Pluduno fusionnent pour constituer la commune nouvelle de Val-d'Arguenon.

## Territoire communautaire

### Géographie
Située à l'est du département des Côtes-d'Armor, l'intercommunalité Dinan Agglomération regroupe 65 communes et s'étend sur 974,07 km2.

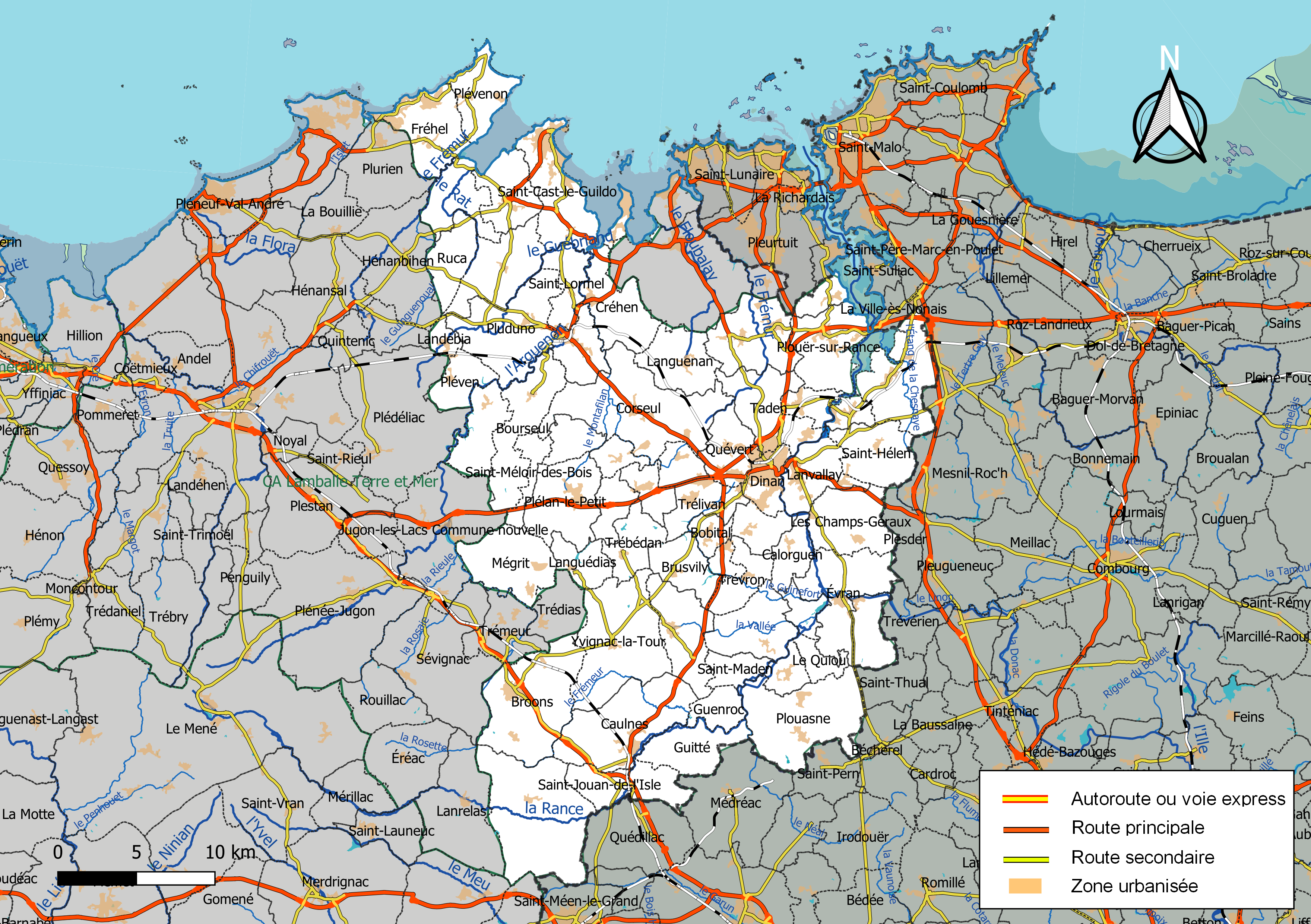
Carte de l'intercommunalité Dinan Agglomération au 1er janvier 2019.

### Composition

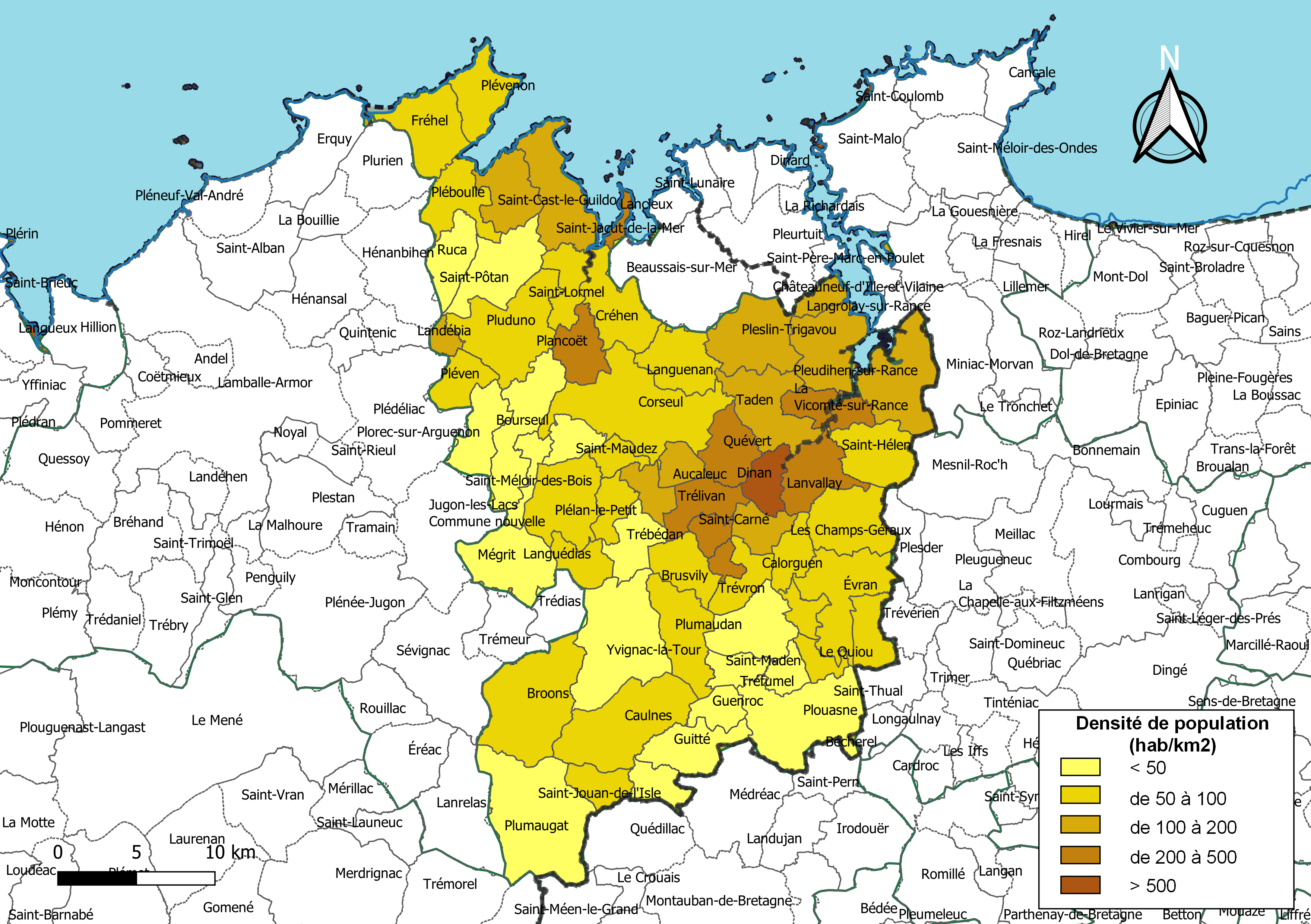
Carte des densités de population (millésimée 2016) des communes de l'intercommunalité Dinan Agglomération. Composition en communes au 1er janvier 2019.

Elle est composée des 64 communes suivantes :

| Nom                    | Code Insee | Gentilé                     | Superficie (km2) | Population (dernière pop. légale) | Densité (hab./km2) |
| ---------------------- | ---------- | --------------------------- | ---------------- | --------------------------------- | ------------------ |
| Dinan (siège)          | 22050      | Dinannais                   | 8,71             | 14 966 (2022)                     | 1 718              |
| Aucaleuc               | 22003      | Aucaleuens                  | 6,38             | 953 (2022)                        | 149                |
| Beaussais-sur-Mer      | 22209      | Beaussaisiens               | 41,65            | 4 379 (2022)                      | 105                |
| Bobital                | 22008      | Bobitalais                  | 4,99             | 1 143 (2022)                      | 229                |
| Bourseul               | 22014      | Bourseulais                 | 22,23            | 1 247 (2022)                      | 56                 |
| Broons                 | 22020      | Broonais                    | 35,21            | 2 931 (2022)                      | 83                 |
| Brusvily               | 22021      | Brusviliens                 | 11,83            | 1 155 (2022)                      | 98                 |
| Calorguen              | 22026      | Calorguennais               | 8,48             | 722 (2022)                        | 85                 |
| Caulnes                | 22032      | Caulnais                    | 31,36            | 2 506 (2022)                      | 80                 |
| Les Champs-Géraux      | 22035      | Campogérosiens              | 19,09            | 1 053 (2022)                      | 55                 |
| La Chapelle-Blanche    | 22036      | Chapelains                  | 7,92             | 211 (2022)                        | 27                 |
| Corseul                | 22048      | Curiosolites ou Corsiolites | 41,74            | 2 270 (2022)                      | 54                 |
| Créhen                 | 22049      | Créhennais                  | 18,21            | 1 664 (2022)                      | 91                 |
| Évran                  | 22056      | Évrannais                   | 23,56            | 1 787 (2022)                      | 76                 |
| Fréhel                 | 22179      | Fréhelois                   | 18,91            | 1 611 (2022)                      | 85                 |
| Guenroc                | 22069      | Guenrocois                  | 7,39             | 217 (2022)                        | 29                 |
| Guitté                 | 22071      | Guittéens                   | 14,53            | 711 (2022)                        | 49                 |
| Le Hinglé              | 22082      | Hingléziens                 | 3,37             | 912 (2022)                        | 271                |
| Landébia               | 22096      | Landébianais                | 3,55             | 442 (2022)                        | 125                |
| La Landec              | 22097      | Landécois                   | 7,59             | 749 (2022)                        | 99                 |
| Langrolay-sur-Rance    | 22103      | Langrolaisiens              | 5,28             | 992 (2022)                        | 188                |
| Languédias             | 22104      | Languédiaçais               | 8,61             | 558 (2022)                        | 65                 |
| Languenan              | 22105      | Languenanais                | 15,95            | 1 160 (2022)                      | 73                 |
| Lanvallay              | 22118      | Côtissois                   | 14,61            | 4 235 (2022)                      | 290                |
| Matignon               | 22143      | Matignonnais                | 14,53            | 1 738 (2022)                      | 120                |
| Mégrit                 | 22145      | Mégritiens                  | 20,63            | 809 (2022)                        | 39                 |
| Plancoët               | 22172      | Plancoëtins                 | 11,49            | 3 095 (2022)                      | 269                |
| Pléboulle              | 22174      | Pléboullais                 | 14,1             | 716 (2022)                        | 51                 |
| Plélan-le-Petit        | 22180      | Plélanais                   | 21,23            | 1 947 (2022)                      | 92                 |
| Pleslin-Trigavou       | 22190      | Pleslinois                  | 21,8             | 4 043 (2022)                      | 185                |
| Pleudihen-sur-Rance    | 22197      | Pleudihennais               | 24,55            | 2 974 (2022)                      | 121                |
| Plévenon               | 22201      |                             | 13,73            | 757 (2022)                        | 55                 |
| Plorec-sur-Arguenon    | 22205      | Plorecois                   | 13,65            | 445 (2022)                        | 33                 |
| Plouasne               | 22208      | Plouasnais                  | 33,61            | 1 749 (2022)                      | 52                 |
| Plouër-sur-Rance       | 22213      | Plouërais                   | 19,89            | 3 423 (2022)                      | 172                |
| Plumaudan              | 22239      | Plumaudannais               | 17,83            | 1 403 (2022)                      | 79                 |
| Plumaugat              | 22240      | Plumaugatais                | 40,43            | 1 156 (2022)                      | 29                 |
| Quévert                | 22259      | Quévertois                  | 12,48            | 3 963 (2022)                      | 318                |
| Le Quiou               | 22263      | Quiousiens                  | 5,06             | 355 (2022)                        | 70                 |
| Ruca                   | 22268      | Rucassiens                  | 12,13            | 596 (2022)                        | 49                 |
| Saint-André-des-Eaux   | 22274      | Andréanais                  | 5,24             | 395 (2022)                        | 75                 |
| Saint-Carné            | 22280      | Carnéens                    | 8,36             | 1 140 (2022)                      | 136                |
| Saint-Cast-le-Guildo   | 22282      | Castins                     | 22,63            | 3 353 (2022)                      | 148                |
| Saint-Hélen            | 22299      | Hélennais                   | 17,02            | 1 535 (2022)                      | 90                 |
| Saint-Jacut-de-la-Mer  | 22302      | Jaguens                     | 2,92             | 909 (2022)                        | 311                |
| Saint-Jouan-de-l'Isle  | 22305      | Saint-Jouannais             | 8,09             | 456 (2022)                        | 56                 |
| Saint-Judoce           | 22306      | Judocéens                   | 10,19            | 590 (2022)                        | 58                 |
| Saint-Juvat            | 22308      | Juvatiens                   | 17,41            | 649 (2022)                        | 37                 |
| Saint-Lormel           | 22311      | Lormelois                   | 9,77             | 883 (2022)                        | 90                 |
| Saint-Maden            | 22312      | Madennais                   | 6,56             | 220 (2022)                        | 34                 |
| Saint-Maudez           | 22315      | Maudéziens                  | 5,09             | 285 (2022)                        | 56                 |
| Saint-Méloir-des-Bois  | 22317      | Méloriens                   | 6,13             | 272 (2022)                        | 44                 |
| Saint-Michel-de-Plélan | 22318      | Michelais                   | 7,24             | 320 (2022)                        | 44                 |
| Saint-Pôtan            | 22323      | Pôtanais                    | 19,89            | 833 (2022)                        | 42                 |
| Saint-Samson-sur-Rance | 22327      | Samsonnais                  | 6,27             | 1 630 (2022)                      | 260                |
| Taden                  | 22339      | Tadennais                   | 20,13            | 2 599 (2022)                      | 129                |
| Trébédan               | 22342      | Trébédannais                | 10,97            | 439 (2022)                        | 40                 |
| Tréfumel               | 22352      | Tréfumellois                | 5,81             | 279 (2022)                        | 48                 |
| Trélivan               | 22364      | Trélivannais                | 11,1             | 2 875 (2022)                      | 259                |
| Trévron                | 22380      | Trévronnais                 | 9,6              | 681 (2022)                        | 71                 |
| Val-d'Arguenon         | 22237      |                             | 38,05            | 2 814 (2022)                      | 74                 |
| La Vicomté-sur-Rance   | 22385      | Vicomtois                   | 4,57             | 1 142 (2022)                      | 250                |
| Vildé-Guingalan        | 22388      | Vildéens                    | 7,35             | 1 294 (2022)                      | 176                |
| Yvignac-la-Tour        | 22391      | Yvignacais                  | 35,39            | 1 106 (2022)                      | 31                 |

La communauté d'agglomération comprenait à sa création 65 communes (dont déjà une commune en fusion-association depuis 1973, Pleslin-Trigavou), mais les anciennes communes de Dinan et Léhon ont depuis fusionné pour former une commune nouvelle, le 1er janvier 2018, réduisant le nombre à 64 communes membres.
Depuis 2025, elle compte 64 communes à la suite de l'intégration de Beaussais-sur-Mer et la création de la commune nouvelle de Val-d'Arguenon.

### Démographie
| 1968   | 1975   | 1982   | 1990   | 1999   | 2006   | 2011   | 2016    | 2022    |
| ------ | ------ | ------ | ------ | ------ | ------ | ------ | ------- | ------- |
| 78 277 | 81 579 | 84 601 | 85 017 | 84 208 | 91 077 | 96 993 | 100 423 | 104 442 |

## Administration

### Siège
Le siège de la communauté d'agglomération est situé à Dinan, 8 boulevard Simone Veil.

### Conseil communautaire
Les 97 conseillers titulaires sont ainsi répartis selon le droit commun comme suit : 
| Nombre de conseillers | Communes                                                                                        |
| --------------------- | ----------------------------------------------------------------------------------------------- |
| 13                    | Dinan                                                                                           |
| 3                     | Beaussais-sur-Mer, Lanvallay, Pleslin-Trigavou, Plouër-sur-Rance, Quévert, Saint-Cast-le-Guildo |
| 2                     | Broons, Caulnes, Plancoët, Pleudihen-sur-Rance, Pluduno, Taden, Trélivan                        |
| 1 (+1 suppléant)      | les 51 autres communes                                                                          |

### Élus
La communauté d'agglomération est administrée par son conseil communautaire constitué en 2020 de 97 conseillers communautaires, qui sont des conseillers municipaux représentant chacune des communes membres.
À la suite des élections municipales de 2020 dans les Côtes-d'Armor, le conseil communautaire du 16 juillet 2020 a réélu son président, Arnaud Lécuyer, maire de Saint-Pôtan, ainsi que ses 15 vice-présidents. À cette date, la liste des vice-présidents est la suivante :
|     | Attributions                                             | Identité              | Qualité                                                 |
| --- | -------------------------------------------------------- | --------------------- | ------------------------------------------------------- |
| 1re | Finances, administration générale et contractualisation  | Suzanne Lebreton      | Maire de Trélivan                                       |
| 2e  | Tourisme et patrimoine                                   | Didier Lechien        | Maire de Dinan                                          |
| 3e  | Petite enfance, enfance et cohésion sociale              | Marina Le Moal        | Maire de Caulnes                                        |
| 4e  | Stratégie économique, relance et numérique               | Thierry Orveillon     | Maire de Pleslin-Trigavou                               |
| 5e  | Habitat, gens du voyage et politique de la ville         | Mickaël Chevalier     | Maire de Plumaugat, conseiller départemental de Broons  |
| 6e  | Collecte et valorisation des déchets                     | Gérard Vilt           | 2e adjoint au maire de Saint-Cast-le-Guildo             |
| 7e  | Pilotage stratégique de la ressource en eau              | Bruno Ricard          | Maire de Lanvallay                                      |
| 8e  | Emploi, formation, innovation et soutien aux entreprises | Marie-Christine Cotin | Maire de Créhen, conseillère départementale de Plancoët |
| 9e  | Urbanisme et stratégie foncière                          | Alain Jan             | Maire de Corseul                                        |
| 10e | Mobilités et infrastructures                             | Anne-Sophie Guillemot | Conseillère municipale de Dinan                         |
| 11e | Prospective et transition écologique                     | Philippe Landuré      | Maire de Quévert                                        |
| 12e | Agriculture et mer                                       | Patrice Gautier       | Maire d'Évran                                           |
| 13e | Équipements et réseaux d'eau et d'assainissement         | Laurence Gallée       | Maire de Plumaudan                                      |
| 14e | GEMAPI et environnement                                  | David Boixière        | Maire de Pleudihen-sur-Rance                            |
| 15e | Culture, sports et citoyenneté                           | Jérémy Dauphin        | Maire de Languédias                                     |
| CCD | Présidence de la commission d'appel d'offres             | Ronan Trellu          | Maire de Saint-Carné                                    |

Ensemble, ils forment le bureau communautaire pour la période 2020-2026.

### Liste des présidents
| Période         | Période  | Identité       | Étiquette | Qualité |
| --------------- | -------- | -------------- | --------- | --- |
| 16 janvier 2017 | En cours | Arnaud Lécuyer | PS        | Maire de Saint-Pôtan (2014 → ) Conseiller régional de Bretagne (2021 → ) Vice-président du conseil régional (2021 → ) Ancien président de la CC du Pays de Matignon (2014 → 2016) Réélu pour le mandat 2020-2026 |

### Compétences
L'intercommunalité exerce les compétences qui lui ont été transférées par les communes membres, dans les conditions définies par le code général des collectivités territoriales.

### Régime fiscal et budget
La communauté d'agglomération est un établissement public de coopération intercommunale à fiscalité propre.
Afin de financer l'exercice de ses compétences, l'intercommunalité perçoit la fiscalité professionnelle unique (FPU) – qui a succédé à la taxe professionnelle unique (TPU) – et assure une péréquation de ressources entre les communes résidentielles et celles dotées de zones d'activité.